# Western Bulldogs
El Western Bulldogs Football Club és un club professional de futbol australià australià de la ciutat de Melbourne que disputa l'Australian Football League.

## Història
El club va ser fundat l'any 1873. El club ingressà a la Victorian Football League l'any 1925 amb el nom de Footscray Football Club, juntament amb els clubs Hawthorn i North Melbourne, tots ells provinents de la Victorian Football Association. En aquesta competició havia ingressat el 1886.

## Palmarès
- Victorian Football Association: 1898, 1899, 1900, 1908, 1913, 1919, 1920, 1923, 1924
- Australian Football League: 1954, 2016